# Symphonie no 1 de Mozart
Pour les articles homonymes, voir Symphonie no 1 et K16.
La Symphonie no 1 en mi bémol majeur (KV 16) du compositeur autrichien Wolfgang Amadeus Mozart est la première de ses 41 symphonies. Elle a été composée à Londres en 1764 et créée le 21 février 1765.

## Histoire de l'œuvre
L'œuvre est composée lors du voyage à Londres, pendant la tournée européenne de la famille Mozart, quand ils doivent se rendre à Chelsea durant l'été 1764 à cause de la maladie de Léopold Mozart, le père de Wolfgang,. La maison du 180 Ebury Street, maintenant dans l'arrondissement de Westminster, où la symphonie a été composée est de nos jours marquée d'une plaque.
Le manuscrit est conservé dans la Bibliothèque Jagellonne à Cracovie.
L'œuvre montre l'influence de plusieurs compositeurs dont le père de Mozart et les fils de Johann Sebastian Bach, particulièrement Johann Christian Bach, que Mozart avait rencontré.

## Instrumentation
| Instrumentation de la 1re symphonie de Mozart   |
| Bois                                            |
| 2 hautbois                                      |
| Cuivres                                         |
| 2 cors                                          |
| Cordes                                          |
| Premiers violons, seconds violons, altos, Basse |

## Structure
La symphonie comprend trois mouvements, rapide-lent-rapide, ce qui reflète les origines de l'ouverture à l'italienne, typique du début de la période classique.
1. Molto Allegro, à , en mi bémol majeur, 120 mesures, 2 sections répétées deux fois (mesures 1-58, mesures 59-120)
2. Andante, à 
, en do mineur, 50 mesures, 2 sections répétées deux fois (mesures 1-22, mesures 23-50)
3. Presto, à 
, en mi bémol majeur, 108 mesures, les mesures 1 à 16 répétées deux fois

Durée : environ 11 minutes
Introduction de l'Allegro :
La lecture audio n'est pas prise en charge dans votre navigateur. Vous pouvez télécharger le fichier audio.
Introduction de l'Andante :
La lecture audio n'est pas prise en charge dans votre navigateur. Vous pouvez télécharger le fichier audio.
Introduction du Presto :
La lecture audio n'est pas prise en charge dans votre navigateur. Vous pouvez télécharger le fichier audio.

### Sources
- (en) Cet article est partiellement ou en totalité issu de l’article de Wikipédia en anglais intitulé « Symphony No. 1 (Mozart) » (voir la liste des auteurs).